# Farsanses

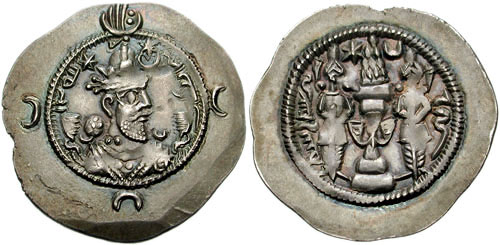
Dracma de r.

Farsanses (em grego: Φαρσάνσες; romaniz.: Pharsánses) foi um oficial militar sassânida de origem laze do século VI, ativo no reinado do xá Cosroes I (r. 531–579). Em 548, quando esteve em desavença com o rei Gubazes II (r. 541–555), foi chamado por Fabrizo para ajudá-lo a assassinar o rei, mas ao invés de consumar o plano, revelou a Gubazes II, que então revoltou-se contra a suserania persa e solicitou ajuda do Império Bizantino. Em 556, manteve alto posto na corte de Lázica, comandando as tropas palacianas com o título de "mestre" (em latim: magister), que correspondia ao romano mestre dos ofícios. Participou do lado bizantino na Guerra Lázica contra o Império Sassânida e no verão de 556, ao lado de Varazes, comandou temporariamente a expedição contra os misimianos.